# Jan Gulbrandsen
Jan Gulbrandsen (28 luglio 1933 – 8 ottobre 2016) è stato un calciatore norvegese, di ruolo centrocampista.

## Carriera
Soprannominato Jonas, Gulbrandsen ha vestito la maglia dello Skeid. È il primatista per vittorie nel Norgesmesterskapet, essendosi aggiudicato la competizione per sei volte: 1954, 1955, 1956, 1958, 1963 e 1965. Ha totalizzato 350 presenze in prima squadra, con questa maglia, di cui 155 in massima divisione: ha lasciato lo Skeid nel 1965. Ha rappresentato la Norvegia Under-19, Under-21 e la Nazionale B.
È morto l'8 ottobre 2016.

## Palmarès

### Club
- Coppa di Norvegia: 6

Skeid: 1954, 1955, 1956, 1958, 1963, 1965